# Chrysotus malachiticus
Chrysotus malachiticus är en tvåvingeart som beskrevs av Speiser 1910. Chrysotus malachiticus ingår i släktet Chrysotus och familjen styltflugor.
Artens utbredningsområde är Tanzania. Inga underarter finns listade i Catalogue of Life.